# ProDG
ProDG (Pro Deutschsprachige Gemeinschaft en allemand, Pro-communauté germanophone en français), anciennement PJU-PDB, est un parti politique belge de la Communauté germanophone.

## Historique
Il est issu du Parti des Belges germanophones (en allemand : Partei der Deutschsprachigen Belgier), qui cherche à défendre les intérêts des Belges germanophones (voir Cantons de l'Est) en revendiquant plus d'autonomie pour la Communauté germanophone.
Il a été membre de l'Alliance libre européenne.
Le nom composé PJU-PDB avait été adopté lorsque le parti a consenti à une ouverture en 1995 afin d’inclure en son sein pour les élections au Parlement de la Communauté, des candidats non-membres du PDB et cultivant leur indépendance. Néanmoins le P de PJU signifie PDB, le J désigne la jeunesse (auparavant le mouvement citoyen Juropa) et le U reprend l’expression unabhängige (indépendant).
Il vise la reconnaissance de la Communauté germanophone de Belgique en tant que quatrième Région et onzième province, c’est-à-dire comme composante à part entière dans la Belgique fédérale, au niveau politique, social, économique, administratif et culturel.
Il considère que l'appartenance des communes germanophones à la Région wallonne et à la province de Liège résulte uniquement « d’un fait juridique ».
Son slogan est : « propre région, propre province. »
Le PDB se considère comme le seul parti indépendant et libre dans la Communauté germanophone de Belgique, puisque tous les autres partis sont des « antennes » des partis traditionnels belges francophones et ne peuvent pas, dès lors, d'après lui, réfléchir librement et indépendamment sur l'avenir de la Communauté germanophone.
En juin 2008, le parti se fond dans le ProDG, sous la présidence de Oliver Paasch.

## Résultats électoraux

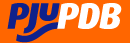
Logo de 1995 à 2009

### Parlement de la Communauté germanophone
| Année | %     | Sièges | Position | Gouvernement                       |
| ----- | ----- | ------ | -------- | ---------------------------------- |
| 1973  |       | 3 / 25 | 3e       | Aucun                              |
| 1974  | 25,40 | 6 / 25 | 2e       | Aucun                              |
| 1977  | 29,40 | 7 / 25 | 2e       | Aucun                              |
| 1978  | 30,10 | 7 / 25 | 2e       | Aucun                              |
| 1981  | 29,40 | 7 / 25 | 2e       | Aucun (1981-1984), puis Opposition |
| 1986  | 20,43 | 5 / 25 | 2e       | Opposition                         |
| 1990  | 15,25 | 4 / 25 | 4e       | Opposition                         |
| 1995  | 13,64 | 3 / 25 | 4e       | Opposition                         |
| 1999  | 12,86 | 3 / 25 | 4e       | Opposition                         |
| 2004  | 11,69 | 3 / 25 | 4e       | Lambertz II                        |
| 2009  | 17,49 | 4 / 25 | 4e       | Lambertz III                       |
| 2014  | 22,2  | 6 / 25 | 2e       | Paasch I                           |
| 2019  | 23,33 | 6 / 25 | 1er      | Paasch II                          |
| 2024  | 29,10 | 8 / 25 | 1er      | Paasch III                         |

### Sénat
| Année | %     | Sièges | Gouvernement |
| ----- | ----- | ------ | ------------ |
| 2024  | [ 7 ] | 1 / 60 | De Wever     |